# وراو
وراو (به بلغاری: Vrav) یک منطقهٔ مسکونی در بلغارستان است که در استان ویدین واقع شده‌است.
 وراو  ۴۲۲ نفر جمعیت دارد و ۴۲ متر بالاتر از سطح دریا واقع شده‌است.